# Бруно Ренан
Бруно Ренан Тромбеллі (порт. Bruno Renan Trombelli; нар. 19 квітня 1991, Маринга, Парана, Бразилія) — бразильський футболіст, півзахисник клубу «Америка» (Натал).

## Біографія

### Клубна кар'єра
У 2005 році, коли йому було 14 років, він пішов у футбольну школу клубу «Греміо», де займався до 2009 року.
Влітку 2009 року був куплений іспанським «Вільярреалом», разом з Тіаго Дутрою, іншим гравцем з «Греміо». Іспанці за обох футболістів заплатили 1 млн 800 тисяч євро. Також їм цікавилися італійський «Мілан» і англійські клуби «Челсі» і «Ліверпуль». За «Вільярреал», як і за другу команду в офіційних матчу Бруно так і не зіграв. Всьому виною став ліміт на легіонерів в іспанській Сегунді, в цьому турнірі може виступати не більше трьох вихідців не з країн Європейського союзу. Таким чином, «Вільярреал» віддав Бруно в оренду в «Греміо», де він провів наступні два роки. У 2009 році з рідним клубом він став чемпіоном Бразилії серед футболістів не старше 20 років. У травні 2010 року ним цікавився італійський «Палермо».
31 серпня 2010 року підписав п'ятирічний контракт з донецьким «Шахтарем», клуб за нього заплатив 2 млн євро. Головним тренером клубу був Мірча Луческу, в тому сезоні, крім Бруно Ренана, у складі команди було ще 6 бразильців.
В основному складі гірників Ренан дебютував 27 жовтня 2010 року в грі на Кубок України на стадії 1/8 фіналу в матчі проти «Полтави» (2:0), Бруно вийшов на 59-й хвилині замість Луїса Адріано. У Прем'єр-лізі України дебютував 14 травня 2011 року в передостанньому 29 турі, у виїзному матчі проти полтавської «Ворскли» (1:1), Бруно вийшов на 73 хвилині замість Дугласа Кости.
У сезоні 2010/11 Бруно Ренан в основному виступав за дублюючий склад «Шахтаря» в молодіжній першості України, тоді дубль «Шахтаря» став переможцем цього турніру, Бруно зіграв у 15 матчах, в яких забив 4 м'ячі. «Шахтар» за підсумками сезону 2010/11 став чемпіоном і володарем Кубка України.
У червні 2011 року пройшов перегляд у луганській «Зорі», після чого перейшов у стан команди на правах оренди. Але і тут зрідка виходив на поле, тому 2013 року на правах оренди грав на батьківщині за клуб «Крісіума», з яким виграв чемпіонат штату Санта-Катаріна.
У травні 2014 року розірвав контракт з «Шахтарем». Своє рішення мотивував нестабільною ситуацією на Україні. Кар'єру продовжив у бразильському клубі «Пелотас».

### Кар'єра в збірній
Залучався до ігор за юнацьку збірну Бразилії.

## Характеристика гри
Бруно грає на позиції півзахисника, часто оборонного плану. Робоча нога — права. Він добре грає у відборі, вміє розвинути атаку. Володіє хорошою технікою володіння м'яча.

## Досягнення
- Чемпіон України (1): 2010/11
- Володар Кубка України (1): 2010/11
- Переможець молодіжного чемпіонату України (1): 2010/11
- Чемпіон штату Санта-Катаріна: 2013